# سوسک‌های کراوسون
سوسک‌های کراوسون (نام علمی: Crowsoniellidae) نام یک خانواده از زیرراسته باستان‌سوسکان است.